# Lustre
Para el Sistema de archivos véase Lustre (sistema de archivos)

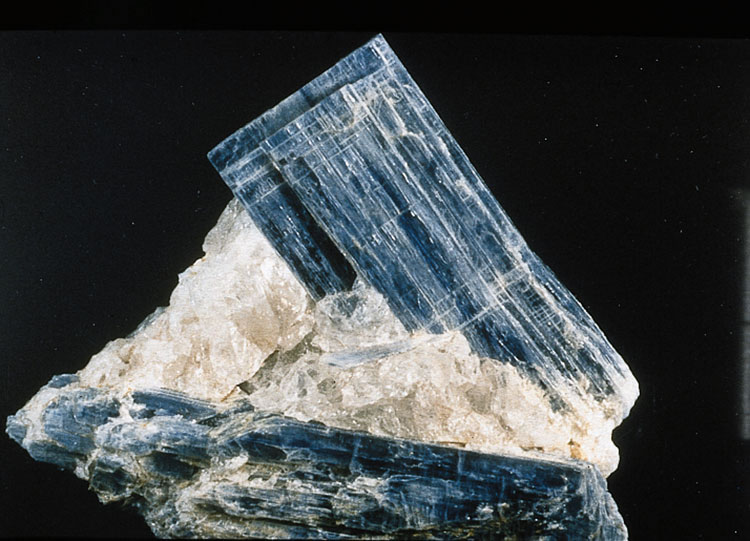
La cianita tiene un lustre perloso y vítreo.

El lustre o brillo es una propiedad física que describe la manera en que la luz interactúa con la superficie de una roca, cristal, mineral o tejido y se refleja en ella. Aunque los minerales con verdadero «lustre adamantino» no son frecuentes, dos ejemplos son la cerusita y el circonio. Depende de varios factores, como son:
- Índice de refracción del mineral.
- Perfección en el pulido de las caras del cristal.
- Absorción que el mineral tiene de cada color.

La palabra lustre, que significa brillo, proviene del francés lustre, este del italino lustro, derivado del verbo latino lustrare, formado sobre lustrum "sacrificio purificatorio".
Se debe tener en cuenta que existen tres tipos de lustre o brillo:
- Brillo metálico, producido por sustancias opacas.
- Brillo no metálico, producido por sustancias transparentes. Dentro de este existen varios tipos de lustre, que de mayor a menor índice de refracción son:

- Adamantino: como el del diamante —de ahí su nombre—, referido al más intenso.
- Resinoso: como el del ámbar, es un brillo intenso y de color amarillento.
- Vítreo: como el del cuarzo, es el más común en los minerales.
- Graso: como el de las superficies de rotura del cuarzo.
- Nacarado: como el de la mica, algo iridiscente.
- Sedoso: como el del yeso, típico de los minerales de hábito fibroso.
- Húmedo: como el de la fluorita, que refleja muy poco la luz.
- Córneo: como la calcedonia, que casi no brilla.
- Terroso: como la bauxita, el que presentan los minerales que no reflejan la luz.

- Brillo submetálico, el de sustancias opacas cuando son gruesas pero que cuando se exfolian en láminas finas son transparentes.

Términos descriptivos usados en gemas incluyen vítreo como el vidrio; resinoso, como el ámbar; ceroso, como el jade; grasoso, como la esteatita; anacarado o perloso y sedoso.
El término también se utiliza para describir otros elementos con un brillo particular (por ejemplo, textiles como la seda y el raso, o metales).